# Timotej Giaccardo
Blahoslavený Josef Timotej Giaccardo, italsky Giuseppe Timoteo Giaccardo (13. června 1896 Narzole – 24. ledna 1948 Řím) byl italský římskokatolický kněz.

## Život
V dětství se setkal s bl. Jakubem Alberionem, zakladatelem Paulínské rodiny, toto setkání mu utkvělo v paměti. Ve 12 letech začal studovat v diecézním albském semináři, kde Alberione učil. Tou dobou se už kolem něho shlukovali první chlapci, kteří tvořili základ budoucí Společnosti sv. Pavla a dívky, budoucí Dcery sv. Pavla.
Ve 13 letech se rozhodl přejít k Alberionovi. Při slibech dostal jméno Timotej, podle učedníka a spolupracovníka sv. Pavla. Stal se prvním vysvěceným knězem ve Společnosti sv. Pavla. Později se staral o výchovu nejmladších chlapců.
V roce 1926 ho Jakub Alberione poslal z Alby do Říma, aby tam v blízkosti papeže položil základy římské komunity. Po 10 letech se vrátil do Alby jako představený. Věnoval se redakční práci a dohlížel na stavbu chrámu sv. Pavla. V roce 1946 byl znovu povolán do Říma, jako generální vikář.
Zvláštní úctu k blahoslavenému Timoteji Giaccardovi chovají Sestry učednice Božského Mistra. V době, kdy Vatikán nechápal rozdíl mezi nimi a kongregací Dcer sv. Pavla, byly nuceny k zániku. Blahoslavený Timotej však za ně nabídl svůj život a ony byly konečně církví pochopeny a uznány. Pán tedy jeho oběť přijal, zemřel na svátek sv. Timoteje v roce 1948.